# SN 1996bu
SN 1996bu – supernowa typu IIn odkryta 14 listopada 1996 roku w galaktyce NGC 3631. W momencie odkrycia miała maksymalną jasność 17,30m.